# Шахлави, Дэррен
Дэ́ррен Маджан Шахлави (англ. Darren Majian Shahlavi; 5 августа 1972, Стокпорт — 14 января 2015) — британский актёр, мастер боевых искусств и каскадёр. Наиболее известен по ролям: Тейлора «Твистера» Майлоса в фильме «Ип Ман 2» , Кано в веб-сериале «Смертельная битва: Наследие» и Маньяка в фильме «Кровавая луна».

## Биография
С семи лет Дэррен занимался дзюдо, карате и другими боевыми искусствами. Родился 5 августа 1972 года в английском городе Стокпорт графства Чешир. Среднее имя Маджан переводится с персидского как «наш лев». Родители назвали так сына из-за зодиакального знака, под которым он родился. После переезда в Гонконг он целеустремлённо преследовал карьеру в кино.
С детского возраста Дэррен изучал боевые искусства, и через некоторое время переехал в Гонконг, где началась его карьера в кино. Долгое время он играл убийц, гангстеров, а также исполнял каскадёрские трюки. Кроме того, он получил некоторый опыт в продюсерской деятельности, выступив ассистентом продюсера в фильме «Огненный ангел» (1995). Не прошёл Дэррен и мимо работы в рекламе, снявшись с самим Джеки Чаном в тайваньской рекламе пива. Он снимался по всему миру. В 1995 году во французской комедии «Между ангелом и бесом» с Жераром Депардьё, в 1996 в боевике «Тайский боксер», съёмки которого проходили в Китае, в 1997 году в Нью-Йорке в картине «Кровавая луна», где сыграл роль убийцы. Он продолжал работать каскадером, постановщиком схваток и какое-то время — телохранителем таких известных людей, как Патрик Стюарт и Брюс Уиллис. Со временем роли Дэррена стали серьёзнее. В 2004 году он появился в картине молодого режиссёра Омара Наима «Окончательный монтаж», затрагивающей проблемы сохранения тайны личной жизни в мире будущего. Впрочем, роль Дэррена в этом фильме была немногословной.
Шахлави много работал с режиссёром Уве Боллом. Среди их совместных работ — «Один в темноте», «Бладрейн» и «Темница». В двух последних Дэррен сыграл священника и привратника.
В 2010 году он сыграл в полубиографическом фильме о жизни Ип Мана, «Ип Ман 2», английского чемпиона мира по боксу Тейлора «Твистера» Майлоса, который, однако, является вымышленным персонажем.
Работал вышибалой в элитном ночном клубе в Гонконге.
Скончался 14 января 2015 года. Тело актёра без признаков жизни было найдено в его собственном доме. Смерть наступила от внезапного сердечного приступа. У него был обнаружен атеросклероз (также известный как атеросклеротическое сердечно-сосудистое заболевание, или ССЗ). Его левая передняя нисходящая артерия была блокирована на 95 %, вследствие ухудшения на протяжении нескольких лет.

## Избранная фильмография

### Актёр
- 1996 — «Мастер Тайчи 2»
- 1997 — «Кровавая луна»
- 2002 — «Обмануть всех»
- 2005 — «Бладрейн»
- 2005 — «Один в темноте»
- 2006 — «300 спартанцев»
- 2007 — «Во имя короля: История осады подземелья»
- 2009 — «Хранители»
- 2010 — «Рождённый побеждать»
- 2010 — «Ип Ман 2»
- 2011 — «Тактическая сила»
- 2011 — «Смертельная битва: Наследие», веб-сериал
- 2012 — «Стрела», телесериал
- 2015 — «Фунт плоти»
- 2016 — «Кикбоксер: Возмездие»

### Каскадёр
- 2004 — «Хроники Риддика»
- 2006 — «Ночь в музее»
- 2007 — «300 спартанцев»
- 2007 — Postal
- 2009 — «Ночь в музее 2»